# Кельчани
Кельчани (пол. Kielczany) — село в Польщі, у гміні Сейни Сейненського повіту Підляського воєводства.
Населення — 103 особи (2011).
У 1975-1998 роках село належало до Сувальського воєводства.

## Демографія
Демографічна структура станом на 31 березня 2011 року:
|          | Загалом | Допрацездатний вік | Працездатний вік | Постпрацездатний вік |
| -------- | ------- | ------------------ | ---------------- | -------------------- |
| Чоловіки | 54      | 14                 | 36               | 4                    |
| Жінки    | 49      | 10                 | 27               | 12                   |
| Разом    | 103     | 24                 | 63               | 16                   |